# Калиниченко, Фёдор Лукич
Калиниченко Фёдор Лукич (27 августа 1900, Ново-Одесская волость, Херсонская губерния — 18 ноября 1980, Кривой Рог, Днепропетровская область) — советский партийный деятель, майор, председатель исполкома Криворожского городского совета, Почётный гражданин Кривого Рога (1968 год).
Младший брат Ивана Лукича Калиниченко.

## Биография
Родился 27 августа 1900 года в селе Волчье (Вовча) Новоодесской волости Херсонского уезда Херсонской губернии (ныне в Новоодесском районе Николаевской области) в семье крестьянина-бедняка. 
С 1910 года жил в местечке Кривой Рог. Трудовую деятельность начал в 1914 году учеником продавца в Кривом Роге. 
В 1918 году вместе с братом арестовывался австро-немецкими оккупантами, брат был расстрелян. Участник Гражданской войны, с марта 1919 года в РККА — вступил в 1-й Криворожский коммунистический полк, воевал с григорьевцами и деникинцами. Член РКП(б) с 1920 года, с 1921 года на партийной работе.
В 1922—1924 годах служил в Красной армии — комиссар эскадрона в кавалерийской бригаде Григория Котовского.
После увольнения в запас работал заведующим Криворожским окружным отделом политпросветительского образования, главой Софиевского районного профсоюза. Окончил Харьковский коммунистический университет имени Артёма. До 1941 года занимал различные должности в партийных и советских органах Днепропетровской, Одесской и Измаильской областей. 
Участник Великой Отечественной войны с декабря 1942 года — капитан, затем майор, заместитель командира батальона по политической части. В составе 5-й ударной армии прошёл боевой путь от Сталинграда до Берлина. 
После увольнения в запас в 1945 году вернулся в Кривой Рог. В 1946—1948 годах — секретарь партийного комитета Криворожского завода горного оборудования «Коммунист». В 1949 году избран первым секретарём Центрально-Городского райкома КП(б)У в Кривом Роге.
С 1950 по 1957 годы — председатель исполкома Криворожского городского совета депутатов трудящихся.
С 1957 по 1960 годы — заместитель директора института «Механобрчермет».
Принимал активное участие в общественной жизни города, неоднократно избирался депутатом Центрально-Городского районного, Криворожского городского и Днепропетровского областного советов депутатов трудящихся.
Вышел на пенсию — персональный пенсионер союзного значения.
Умер 18 ноября 1980 года в Кривом Роге.

## Награды
- Орден Красной Звезды (23.07.1944);
- дважды Орден Отечественной войны 2-й степени (15.03.1945, 25.05.1945);
- Орден Ленина;
- Орден «Знак Почёта»;
- Почётный гражданин Кривого Рога (23.01.1968);
- медали.